# Agapetus lusitanicus
Agapetus lusitanicus là một loài Trichoptera trong họ Glossosomatidae. Chúng phân bố ở miền Cổ bắc.